# Diego's Hair Salon

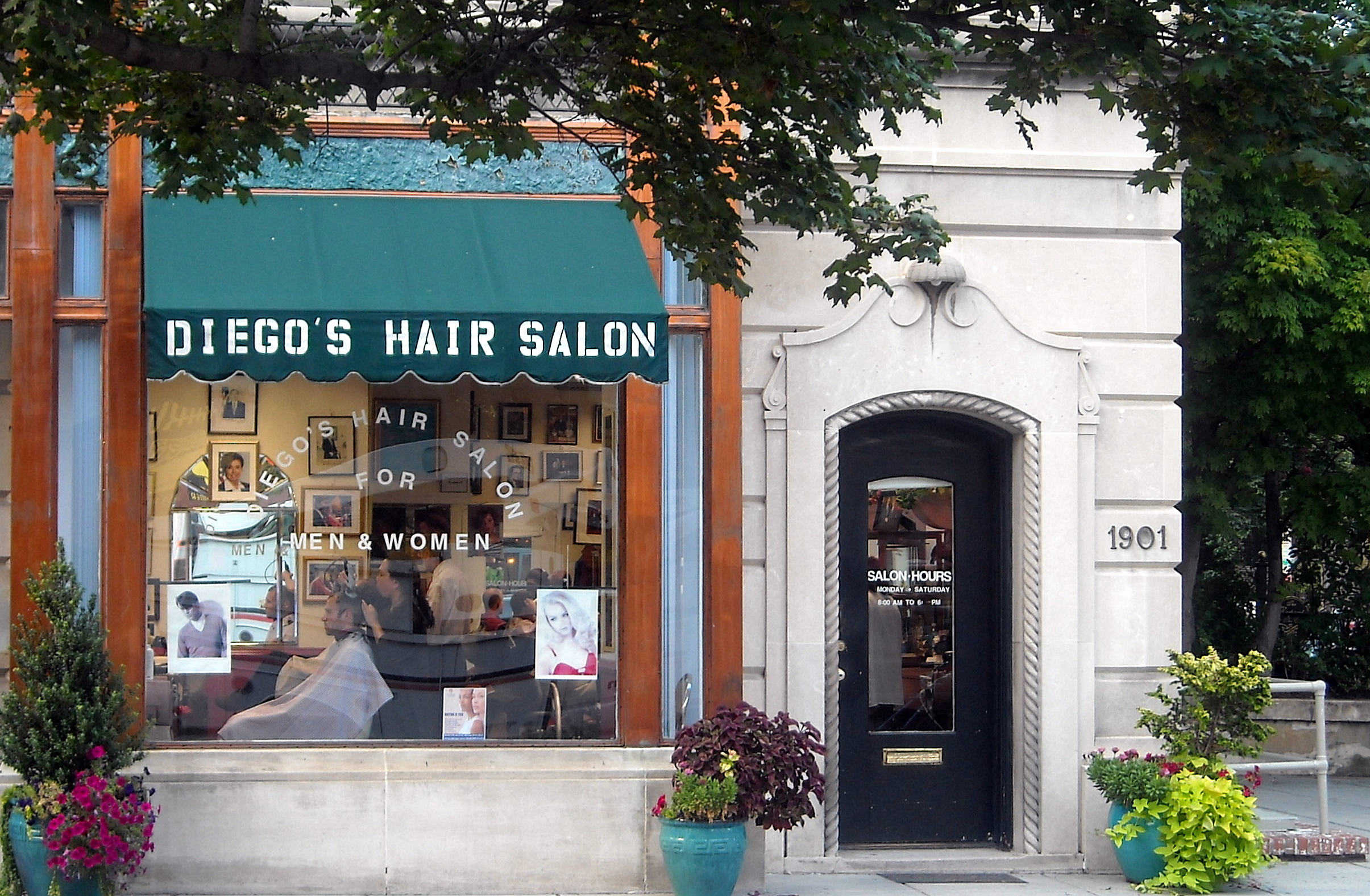
Diego's Hair Salon

Diego's Hair Salon est un salon de coiffure situé dans le quartier de Dupont Circle, dans la ville de Washington DC, aux États-Unis. Fondé dans les années 1960 par l'américain d'origine italienne Diego d'Ambrosio, le salon est devenu une institution dans le quartier du fait de sa clientèle composée en partie de personnalités publiques, telles que des hommes politiques, personnalités religieuses, présidents de la Cour suprême ou diplomates. Une rue du quartier a été baptisée du nom du coiffeur.